# Затишное (Винницкая область)
Затишное (укр. Затишне) — село на Украине, находится в Студенянской сельской общине Винницкой области.
Код КОАТУУ — 0523283002. Население по переписи 2001 года составляет 138 человек. Почтовый индекс — 24715. Телефонный код — 4349.
Занимает площадь 0,525 км².